# Cravatte (vaandeldecoratie)
Een cravatte, ook wel gespeld als cravate, is een vaandeldecoratie. Dat houdt in dat een militaire eenheid wordt onderscheiden door het aanbrengen van een onderscheiding aan een lint of een bewerkte baan stof aan te brengen aan de knop van het vaandel van de eenheid.
Het kan om een regimentsvaandel gaan of om het vaandel van het gehele krijgsmachtonderdeel.
De onderscheiding verschillen evenzeer; in de Bataafse Republiek werden cravattes in de vorm van een driekleurig lint met zilveren franje aan de vaandels van de burgerwacht bevestigd. In 1809 verleende Lodewijk Napoleon, Koning van Holland het derde regiment huzaren dat zich in Spanje had onderscheiden het recht om een "L" in plaats van een "3" op het vaandel aan te brengen. Het was geen echte cravatte maar de traditie om een vaandel te decoreren bleef ook in het Koninkrijk Holland behouden.

## Vaandeldecoraties in Nederland
In de Wet op de Militaire Willems-Orde van 1815 werd vastgelegd dat een korps dat "bijzonder had uitgemunt" het versiersel van de Militaire Willems-Orde aan het vaandel mocht bevestigen. Ook andere onderscheidingen zoals het Bronzen Leeuw en het Verzetsherdenkingskruis werden aan vaandels gehecht. Behalve cravattes waren er ook onderscheidingen voor schepen (en hun bemanningen) in de vorm van een Nederlandse vlag met een opschrift. In 1863 forceerden vier Nederlandse oorlogsschepen onder commando van De Casembroot de vrije doorvaart door de Japanse Straat van Shimonoseki. Koning Willem III verleende aan Zr. Ms. Medusa een zijden Nederlandse driekleur en Zr.Ms. Het IJzeren Kruis, Zr.Ms. Amsterdam en Zr.Ms. Djambi mochten in het vervolg een vlag met het woord "SHIMONOSEKI" in de witte baan voeren als een blijvende herinnering aan dit roemrijke wapenfeit.

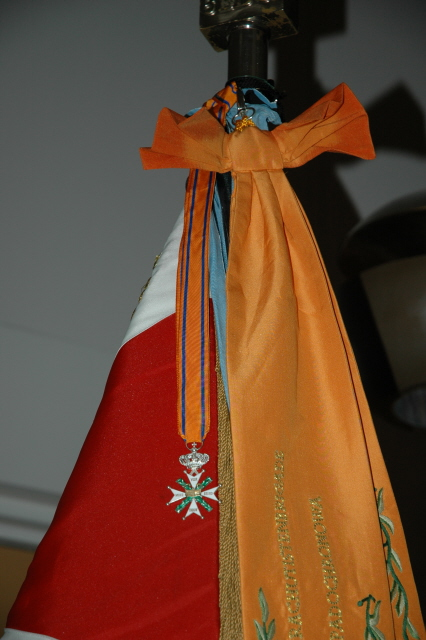
De Militiaire Willems-orde aan het vaandel van de Poolse 1e Onafhankelijke Parachutistenbrigade

De wet voorziet in het toekennen van 'het teken van de Militaire Willems-orde' aan militaire korpsen. Deze eenheden worden geen ridder en worden ook niet in de Orde opgenomen. Ook bevordering is niet mogelijk al zou men ook een tweede kruis aan het vaandel kunnen bevestigen. In de praktijk gaat het om vaandels van schepen, regimenten en krijgsmachtonderdelen. Daarvan is spaarzaam gebruikgemaakt. Omdat de wet niet vaststelt hoe groot dat kruis moest zijn werd in de 19e eeuw gebruikgemaakt van een commandeurskruis dat aan een lint in de kleuren van de orde aan de stok van het vaandel wordt gebonden. Het commandeurskruis is groter en dus beter zichtbaar. Sinds de wetswijziging van 1940 gaat het steeds om een ridderkruis der vierde klasse.
Het 8e regiment infanterie mocht sinds 1896 het Zilveren Herdenkingskruis 1813-1815 aan haar vaandel hechten. In het voorgaande jaar was de laatste veteraan van de bevrijdingsoorlog tegen Napoleon gestorven. In 1977 nam het Regiment Infanterie Oranje-Gelderland het vaandel en de cravatte over.
De twaalf eenheden die de Militaire Willems-orde aan hun vaandel dragen:
- Het 7e bataljon infanterie in Nederlands-Indië (1849)
- Het 3e bataljon infanterie in Nederlands-Indië (1877)
- Het korps marechaussee in Atjeh en Onderhorigheden (1930)
- Het wapen der Militaire Luchtvaart (18 mei 1940)
- De U.S. 82nd Airborne Division
- De Marine Luchtvaartdienst (1942)
- Het wapen der Militaire Luchtvaart van het K.N.I.L. (1942)
- Koninklijke Nederlandse Brigade Prinses Irene (1945)
- Het Korps Mariniers (1946)
- De Onderzeedienst (1947)
- De Poolse 1e Onafhankelijke Parachutistenbrigade (31 mei 2006)
- Korps Commandotroepen (2016)

Het vaandel van het garderegiment grenadiers en jagers draagt het Metalen Kruis dat eerder door koning Willem II der Nederlanden was gedragen. De koning droeg het Metalen Kruis ter herinnering aan de Tiendaagse Veldtocht tegen de muitende Belgen waarin ook de grenadiers en jagers hebben gestreden. De traditie van het oude garderegiment wordt door de koningscompagnie van de landmacht in ere gehouden.
Bij Koninklijk Besluit van 9 mei nr. 22 werd bepaald dat de Bronzen Leeuw werd toegekend aan het 2e en 3e Regiment Chasseurs Parachutistes der S.A.S. Troops van het Franse Leger (S.A.S. staat voor Special Air Service, wat inhoudt Paracommando's). Verder werd in het besluit bepaald dat "het versiersel van de Bronzen Leeuw ware te hechten aan het gemeenschappelijk vaandel van beide genoemde regimenten". De Bronzen Leeuw is nog steeds aan het vaandel van het regiment, dat tegenwoordig het 1e Régiment d'Infanterie Parachutistes de Marine heet.
De Antwerpsche Medaille die was gedragen door generaal Baron Chassé, commandant van de door de Fransen belegerde vesting, werd in een Koninklijk Besluit van 13 juni 1857 door Koning Willem I als vaandeldecoratie toegekend aan het vaandel van het 7e Regiment Infanterie, later het Regiment Infanterie Chassé. Dit vaandel, met decoratie, bevindt zich nu in het Infanteriemuseum in De Harskamp.
De Atjeh-medaille 1873-1874 werd als vaandeldecoratie gehecht aan het vaandel van het 9e Bataljon Infanterie van het, toen nog niet Koninklijke, Nederlandsch Indisch Leger.
Het Verzetsherdenkingskruis werd in 1984 als vaandeldecoratie gehecht aan het vaandel van het, tegenwoordig hetende, Regiment Stoottroepen Prins Bernhard.

## Cravattes op vaandels
Bij de Koninklijke Landmacht is het gebruikelijk dat vaandels slechts sporadisch worden vervangen. Dit in tegenstelling tot de Britse Landmacht waar vaandels na ongeveer 25 jaar worden vervangen. Wanneer een regiment van naam verandert maar het vaandel van het oude regiment behoudt, wordt op een cravatte de nieuwe naam met datum van naamsverkrijging op een cravatte vermeld. Dit is bijvoorbeeld gebeurd in 2002 toen het Regiment Stoottroepen de naam Regiment Stoottroepen Prins Bernhard kreeg. De nieuwe naam is nog niet op het vaandel aangebracht, maar op een cravatte in afwachting van de vervanging van het vaandeldoek. Het inmiddels voormalige Regiment Huzaren Prins Alexander droeg lange tijd (1950-1972) de standaard van het 3de Regiment Huzaren waaraan een cravatte was gehecht met de naam van het nieuwe regiment en de datum van naamsverandering.
Een cravatte wordt ook aan het vaandel of de standaard gehecht als aan het regiment nieuwe opschriften zijn toegekend. In tegenstelling tot bijvoorbeeld in Frankrijk of Groot-Brittannië worden deze opschriften niet onmiddellijk op het vaandel gehecht, maar op een cravatte bevestigd. Zo heeft is aan het vaandel van het Regiment Limburgse Jagers een cravatte bevestigd met de opschriften Venlo 1940, Zutphen 1940. Ook andere regimenten kennen deze situatie die enkele tientallen jaren kan voortduren. Uit stilistisch oogpunt is dit te betreuren.
Tot slot wordt een cravatte ook gebruikt om opschriften te vermelden van regimenten van wie de tradities door een paraat regiment worden bewaard. Sinds het Koninklijk Besluit van 12 maart 1977, nr. 101 is het, afgezien van het Garderegiment Grenadiers en Jagers, gebruikelijk dat parate regimenten de tradities van slechts één regiment hebben overgenomen en de tradities van een ander regiment bewaart. Bij het Wapen der Infanterie betekent dit concreet dat de tradities van het 6e en 8e Regiment Infanterie (opgeheven in 1950) worden bewaard door resp. het Regiment Limburgse Jagers en het Regiment Infanterie Oranje-Gelderland. Dit bewaren betekent niet meer dan dat op het vaandel op een cravatte de opschriften van deze opgeheven regimenten zijn gehecht. Bij het Regiment Infanterie Oranje-Gelderland is daarbij nog bijzonder dat aan de cravatte ook het Zilveren Kruis is gehecht, dat in 1896 aan het 8e Regiment Infanterie is toegekend.
In 1898 verleende Keizer Frans Jozef I van Oostenrijk aan 17 regimenten in binnen- en buitenland een kostbare gouden Jubileumsmedaille van de Ere-Kolonel als vaandeldecoratie.

## Vaandeldecoratie in het Groothertogdom Saksen
Het Erekruis voor Krijgs- en Militaire Verenigingen (Duits: "Ehrenkreuz für Krieger- und Militärvereine") was een op  28 oktober 1902 ingestelde onderscheiding van het Groothertogdom Saksen-Weimar-Eisenach dat na 1877 het groothertogdom Saksen werd. Het kruis werd als vaandeldecoratie aan verenigingen die ten minste 25 jaar moesten hebben bestaan uitgereikt en werd aan een groen lint met geel-zwarte strepen vastgemaakt.

## Vaandeldecoratie in België
Vaandels in België kennen twee typen onderscheidingen: medailles, bijvoorbeeld de Leopoldsorde en het Kruis der Ontsnapten, maar ook het Franse oorlogskruis (1914-1918 en 1939-1945), en nestels. Nestels worden toegekend wanneer regimenten meerdere keren in een Legerdagorder worden vermeld wegens bijzondere krijgsbedrijven. Twee vermeldingen levert een nestel op in de kleuren van het Oorlogskruis, vanaf vier vermeldingen wordt een nestel in de kleuren van de Leopoldsorde toegekend. Een nestel in de kleuren van de Leopoldsorde kent drie graden. Vier tot acht vermeldingen betekent een nestel derde klasse, acht tot twaalf vermeldingen een nestel tweede klasse, vanaf twaalf vermeldingen een nestel eerste klasse.

## Vaandeldecoratie in andere landen
In Frankrijk is het decoreren van vaandels met onderscheidingen zoals het Legioen van Eer gebruikelijk. Ook het Oorlogskruis 1914-1918, het Oorlogskruis 1939-1945, het Oorlogskruis voor Buitenlandse operaties, de Orde van de Bevrijding en buitenlandse onderscheidingen worden aan een cravatte bevestigd. Tevens, gelijk in België, kunnen eenheden sinds 1916 in een Legerdagorder worden vermeld. Minimaal twee vermeldingen brengt mee dat de militairen van de eenheid gerechtigd zijn een nestel te dragen, hetwelk ook aan het vaandel wordt gehecht. Net als in België bestaan er graden.
Zie ook: Cravatte:lint waaraan een onderscheiding wordt gedragen
In 1898 stichtte Keizer Frans Jozef I van Oostenrijk een kostbare Jubileumsmedaille van de Ere-Kolonel voor de regimenten waarvan hij Ere-Kolonel was. De medaille werd als vaandeldecoratie gevoerd maar de bereden regimenten bevestigden de medaille aan een zilveren ere-trompet. De gouden medaille had een doorsnede van 92 millimeter, woog 700 gram en was indertijd 200 dukaten waard.